# Sistema faxinal
O faxinal é um sistema camponês tradicional de produção animal e agrícola encontrado no sul do Brasil, especialmente no estado do Paraná; é caracterizado pelo uso comum da terra para produção animal coletiva através de criadouros comunitários, produção agrícola para consumo e comercialização e de extrativismo florestal de baixo impacto. Estima-se que as comunidades de faxinais remontam há dois a três séculos.

## Histórico
Formas comunitárias de exploração de terras são encontradas em partes da Ásia, África e Europa. Exemplos como os baldios em Portugal e os montes em mano común na Galícia (Espanha) mostram que a tradição remonta a muitos séculos e presume-se que este sistema possa ter originado com os povos Celtas.
Há muitas hipóteses não confirmadas sobre a origem dos faxinais, mas sabe-se que o sistema faxinal existente no Paraná é fortemente influenciado e preservado por descendentes de imigrantes de origem eslava, principalmente polaca e ucraniana, que chegaram ao estado no final do século XIX.

## Características
De acordo com a pesquisadora Mayra Lafoz Bertussi, "Os povos de faxinais se vêem e são classificados hoje como povos tradicionais cuja característica preponderante é o uso comum da terra e dos recursos florestais e hídricos disponibilizados na forma dos denominados
“criadouros comunitários”".
A organização dos faxinais é flexível e pode ser divida em 4 categorias:
- Faxinal com demarcação das propriedades e a criação compartilhada da pastagem disponível.
- Faxinal com cerca formada por 4 fios de arame para bloquear a passagem de animais de grande porte para proteger algum tipo de cultura específica.
- Faxinal com cerca de vêdo compostas de muitos fios de arame impedindo a passagem até de animais de pequeno porte.
- Faxinal onde os animais são criados em total confinamento.

O faxinal é um sistema de uso sustentável dos recursos naturais que gera atividade econômica para a região característico pela preservação ambiental e vida em comunidade.

## Atualidade
Apesar da resistência dos faxinalenses, os sistemas faxinais estão caindo em desuso por diversas razões. Devido a divisão de terra dos herdeiros e ao êxodo rural, o sistema faxinal foi gradualmente perdendo o seu caráter coletivo. Muitos passaram a produzir culturas individuais ou venderam suas terras. Outra grande ameaça ao sistema é a expansão de monoculturas como eucalipto, pínus, milho e soja que causam desmatamento florestal, contaminação das águas e esgotamento de recursos hídricos.
De acordo com o professor de sociologia Emanuel Menim, "Há décadas que o modelo da agricultura convencional e a mercantilização das terras avançam gradualmente sobre os territórios faxinalenses, principalmente por meio das empresas do agronegócio. Há também outro antagonista: o chacareiro. Na ótica dos faxinalenses, chacareiros são pessoas que procuram um pedaço de terra e a encontra em meio aos faxinais, seja para o lazer e ou descanso, seja para empreender alguma forma de produção econômica, mas estes não compreendem o modo de vida faxinalense e por isto cercam suas terras diminuindo o território do faxinal, diminuindo a área de reprodução social e econômica do povo tradicional."
O decreto estadual Nº 3.446/97 aprovado em 25 de junho de 1997 reconheceu a existência dos faxinais como um sistema de produção camponês tradicional, característico da região Centro-Sul do Paraná. Durante esta época, eram reconhecidos ao menos 152 comunidades.
Hoje em dia estima-se que há cerca de 40 faxinais no estado do Paraná. Prudentópolis/PR é a cidade com a maior concentração de faxinais sendo preservada pelos descendentes ucranianos que imigraram para a região no final do século XIX.